# Hinterer Brochkogel
Hinterer Brochkogel est une montagne qui s’élève à 3 623 m d’altitude dans les Alpes de l'Ötztal, en Autriche.